# وزارت زمین (زیرساخت، ترابری و گردشگری)
وزارت زمین، زیرساخت، ترابری و گردشگری (به انگلیسی: The Ministry of Land, Infrastructure, Transport and Tourism) , که به صورت MLIT نوشته می‌شود، یک وزارت دولت ژاپن است. این وزارت در مقابل یک سوم کل قوانین و دستورات در ژاپن پاسخگو است و بزرگترین وزارت ژاپن از نظر کارمندان و همچنین دومین آژانس اجرایی دولت ژاپن بعد از وزارت دفاع است. این وزارتخانه بر چهار آژانس خارجی از جمله گارد ساحلی ژاپن و آژانس گردشگری ژاپن نظارت دارد.